# Mosche Smilansky
Mosche Smilansky (hebräisch משה סמילנסקי; Pseudonyme: Cheruti; Chawadscha Mussa; * 12. Februarjul. / 24. Februar 1874greg. in Telepino, Gouvernement Kiew, Russisches Kaiserreich; † 6. Oktober 1953 in Rechovot) war ein zionistisch eingestellter hebräischer Schriftsteller – nach Shaked „der herausragendste Dichter seiner Generation“ und ein „eindeutiger Vertreter der naiven Genreliteratur“.

## Leben und Werk
Mosche Smilansky war ein Sohn eines jüdischen Pächters, seine jüngere Schwester Anna Smeliansky wurde Psychoanalytikerin. Nachdem er seinen ursprünglichen Plan einer Ausbildung an der landwirtschaftlichen Schule von Uman aufgegeben hatte, zog er 1891 allein nach Eretz Israel, wo er einer der Gründer von Chadera war. 1893 ließ er sich in Rechovot nieder, wo er Orangenhaine und Weinberge besaß. Seine literarische Karriere begann 1898 mit der Veröffentlichung zahlreicher Artikel in jüdischen Zeitungen in Russland, in Eretz Israel und in anderen Ländern. Daneben gehörte er zu den Gründern der Literaturzeitschrift Ha-Omer.
Smilansky sah sich selbst als Schüler von Achad Ha'am und war unter dem Pseudonym Cheruti ("Meine Freiheit") einer der ersten Mitarbeiter der Zeitung Ha-Poel ha-Tzair ("Der junge Arbeiter"). 1918 meldete er sich freiwillig zur Jüdischen Legion. Nach dem Ersten Weltkrieg wurde er zum Anhänger der politischen Ansichten von Chaim Weizmann und veröffentlichte entsprechende Beiträge in der Presse des Landes, vor allem in Haaretz.
Als Mitglied der jüdischen Friedensbewegung Brit Schalom setzte er sich für die Verständigung zwischen Arabern und Juden ein und nahm 1936, zu Beginn des Arabischen Aufstands, an inoffiziellen und nicht veröffentlichten Gesprächen mit führenden arabischen Persönlichkeiten teil. In den 1940er Jahren widersetzte er sich dem Kampf des Jischuw gegen die britische Herrschaft in Palästina. Im Palmach hatte er eine führende Funktion inne und war innerhalb dieser Organisation für die Region um Rechovot verantwortlich.
In einem großen Teil seines schriftstellerischen Werks beschreibt Smilansky die Geschichte der landwirtschaftlichen Ansiedlung von Juden in Eretz Israel. Vor dem Ersten Weltkrieg veröffentlichte er unter dem Pseudonym Chawadscha Mussa zum Teil romantisierende Erzählungen über das Leben unter Arabern. Gegen Ende seines Lebens schrieb er einige autobiographische Romane, beispielsweise Bi-Sdot Ukraina ("In den ukrainischen Feldern", 1944), Be-Tzel Ha-Pardesim ("Im Schatten der Obstgärten", 1951) und Tekuma we-Shoa ("Aufstand und Shoa", 1953).